# Сингапурска брадавичеста жаба
Сингапурските брадавичести жаби (Limnonectes malesianus) са вид земноводни от семейство Dicroglossidae.
Срещат се в Югоизточна Азия.
Таксонът е описан за пръв път от британската ботаничка Рут Кю през 1984 година.